# Emerson Ferreira da Rosa
Emerson Ferreira da Rosa, noto come Emerson (Pelotas, 4 aprile 1976), è un dirigente sportivo, allenatore di calcio ed ex calciatore brasiliano con passaporto tedesco e italiano, di ruolo centrocampista, membro del consiglio di amministrazione del Miami Dade.
Considerato uno dei migliori centrocampisti della sua generazione, è stato soprannominato Il Puma per i suoi movimenti felini nel catturare la palla a centrocampo, ha maturato una grande esperienza internazionale, avendo giocato in Europa con Bayer Leverkusen, Roma, Juventus, Real Madrid e Milan oltre che con la Nazionale brasiliana.

## Caratteristiche tecniche
Ricopriva normalmente il ruolo di centrocampista centrale e si distingueva per l'abilità nell'interdire l'azione avversaria e nell'impostare il gioco. Tuttocampista, era dotato di un buon passo e di un efficace tiro da lontano.
Era soprannominato Il Puma.

## Carriera

### Club

#### Grêmio
Emerson ha cominciato la sua carriera professionistica nel 1994, quando ha debuttato nelle file del Grêmio. Con la squadra di Porto Alegre ha vinto la Coppa del Brasile nel 1994 e nel 1997 (rispettivamente 6 e 7 presenze), il Campionato Gaúcho nel 1995 e nel 1996 e il campionato brasiliano nel 1996, nel quale ha disputato 25 partite segnando 5 gol.

#### Bayer Leverkusen
Nel 1997 si è trasferito in Germania, al Bayer Leverkusen. Con la squadra tedesca ha ottenuto un terzo posto nella Bundesliga 1997-1998, in cui ha esordito il 1º agosto 1997 contro lo Schalke 04, e due secondi posti nelle due stagioni seguenti, in entrambi i casi alle spalle del Bayern Monaco.
Il 13 agosto 1997 ha esordito nelle competizioni UEFA per club nella partita del turno preliminare di Champions League 1997-1998 Bayer Leverkusen-Dinamo Tbilisi (6-1).
In tre stagioni a Leverkusen Emerson ha totalizzato 108 presenze e 15 reti.

#### Roma

Emerson (in piedi, secondo da destra) nella Roma 2001-2002

La Roma lo ha acquistato nell'estate del 2000 per 22 milioni di dollari.
La sua esperienza a Roma non è cominciata nel migliore dei modi, dato che in allenamento si è procurato la rottura dei legamenti del ginocchio sinistro, che lo ha tenuto lontano dai campi di gioco per 6 mesi. Alla presentazione della squadra allo Stadio Olimpico per la stagione 2000-2001, Emerson era in tribuna ad assistere all'amichevole dei suoi nuovi compagni contro l'AEK Atene (0-0) ed è scoppiato in lacrime dopo che i 70.000 tifosi presenti lo hanno acclamato all'annuncio del suo nome. Ha esordito il 28 gennaio 2001 (in Roma-Napoli 3-0) e ha realizzato il suo primo gol con la maglia giallorossa l'11 febbraio 2001 in Bologna-Roma 1-2. Le sue ottime prestazioni insieme a quelle di tutta la squadra hanno portato alla vittoria dello scudetto il 17 giugno 2001 e della Supercoppa italiana nell'agosto seguente.
Nell'estate del 2004 ha cominciato a dare segni di insofferenza e ha deciso di seguire anche lui Fabio Capello a Torino. Sul perché della scelta di lasciare Roma, il giocatore ha risposto di avere problemi di depressione e che il cambiamento di città avrebbe potuto giovargli. Questa motivazione non è piaciuta ai tifosi romanisti che lo hanno additato come "traditore" e "mercenario".

#### Juventus
La Juventus lo ha acquistato dai capitolini nell'estate del 2004 dopo una lunga ed estenuante trattativa.
Il suo innesto a centrocampo ha contribuito alla vittoria del campionato 2004-2005 e del campionato successivo sub-judice. A seguito dello scandalo di Calciopoli il primo titolo è stato revocato e il secondo assegnato dalla FIGC all'Inter.

#### Real Madrid

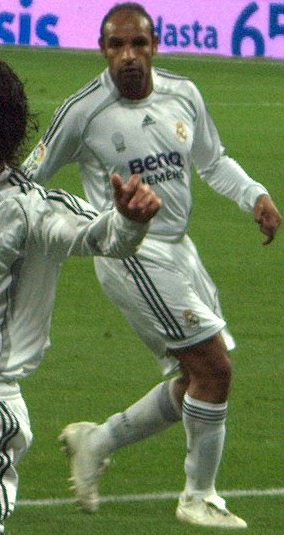
Emerson con la maglia del Real Madrid nel 2007

Nell'estate 2006, a seguito delle vicende giudiziarie che hanno visto implicata la Juventus, si è trasferito al Real Madrid con il compagno Fabio Cannavaro, firmando un contratto biennale. Le sue prestazioni nella prima parte della stagione non sono state molto brillanti, tanto che, in un'intervista, Emerson avrebbe fatto intendere che non gli sarebbe dispiaciuto tornare alla Juventus. Durante la seconda parte del campionato spagnolo, e in particolare negli ultimi mesi di Liga, invece, è riuscito a dimostrare il suo valore, tanto da venire schierato in diverse partite consecutive dando una mano non indifferente a centrocampo, e riuscendo a vincere il campionato.

#### Milan
Il 21 agosto 2007 è passato al Milan per circa 5 milioni di euro grazie alla mediazione di Ernesto Bronzetti, dopo una trattativa laboriosa che aveva avuto il suo punto più difficile quando Ramón Calderón, presidente del club spagnolo, ad accordo già raggiunto tra il suo direttore sportivo Predrag Mijatović e Adriano Galliani, aveva disdetto tutto chiedendo 11 milioni di euro. Il clamoroso dietrofront ha colto di sorpresa anche La Gazzetta dello Sport che il giorno dopo aver dato per fatto l'affare Emerson era stata costretta a scusarsi con i lettori per la gaffe in prima pagina. Dal suo arrivo in rossonero Emerson ha faticato a trovare un posto nell'undici titolare di Ancelotti, anche a causa di una forma fisica non ottimale. È riuscito tuttavia a disputare uno spezzone della partita di Supercoppa UEFA contro il Siviglia e della finale di Coppa del mondo per club contro il Boca Juniors, entrambe vinte. Operatosi il 13 maggio 2008 a causa di una frattura alla tibia, è tornato a disposizione per l'inizio della stagione 2008-2009, giocando la prima partita di campionato a San Siro contro il Bologna (1-2). In tutto gioca col Milan 40 gare senza riuscire a segnare.
Il 21 aprile 2009 ha chiesto e ottenuto la rescissione consensuale del contratto con i rossoneri per motivi personali.

#### Santos
Il 26 luglio 2009 ha firmato un contratto con il Santos.
Dopo aver disputato solo 6 partite, il 16 ottobre 2009 ha deciso di rescindere il contratto con il club brasiliano per potersi operare senza gravare economicamente sulla squadra.
L'8 marzo 2010 ha dichiarato di aver deciso di porre fine alla sua carriera di calciatore e di aver iniziato un corso da direttore sportivo.

#### Miami Dade
Nel novembre del 2015 ritorna a giocare per una stagione in America, con la maglia dei Miami Dade, squadra militante nel quarto livello calcistico americano, con cui vince (da imbattuto), la stagione regolare.

### Nazionale
Emerson è stato a lungo titolare della Nazionale brasiliana, con la quale ha disputato i Mondiali del 1998 e del 2006. Convocato in extremis nel '98 solo dopo la decisione del CT di rinunciare all'ultimo momento all'attaccante Romário, fu invece costretto a saltare l'edizione del 2002 (poi vinta dal Brasile) a causa dell'infortunio ad una spalla prima dell'inizio del torneo, procuratosi in allenamento facendo il portiere. Emerson in quel Mondiale doveva essere il capitano del Brasile e venne sostituito da Cafu; il suo posto nella rosa dei 23 venne preso da Ricardinho.
Nel 1999 ha vinto la Coppa America, disputata in Paraguay, e nel 2005 la Confederations Cup, svoltasi in Germania.
Dopo i Mondiali 2006 (a cui lui ha partecipato) ha lasciato la nazionale.

## Statistiche

### Presenze e reti nei club
Statistiche aggiornate al 2 settembre 2009.
| Stagione                | Squadra                 | Campionato              | Campionato | Campionato | Coppe nazionali | Coppe nazionali | Coppe nazionali | Coppe europee | Coppe europee | Coppe europee | Altre coppe | Altre coppe | Altre coppe | Totale | Totale |
| Stagione                | Squadra                 | Comp                    | Pres       | Reti       | Comp            | Pres            | Reti            | Comp          | Pres          | Reti          | Comp        | Pres        | Reti        | Pres   | Reti   |
| ----------------------- | ----------------------- | ----------------------- | ---------- | ---------- | --------------- | --------------- | --------------- | ------------- | ------------- | ------------- | ----------- | ----------- | ----------- | ------ | ------ |
| 1994                    | Grêmio                  | A                       | 18         | 2          | CB              | 6               | 0               | -             | -             | -             | -           | -           | -           | 24     | 2      |
| 1995                    | Grêmio                  | A                       | 11         | 1          | CB              | 1               | 0               | -             | -             | -             | -           | -           | -           | 12     | 1      |
| 1996                    | Grêmio                  | A                       | 25         | 5          | CB              | 5               | 0               | -             | -             | -             | RSA         | 1           | 0           | 31     | 5      |
| 1997                    | Grêmio                  | A                       | -          | -          | CB              | 7               | 0               | -             | -             | -             | -           | -           | -           | 7      | 0      |
| Totale Grêmio           | Totale Grêmio           | Totale Grêmio           | 54         | 8          |                 | 19              | 0               |               | ?             | ?             |             | 1           | 0           | 74     | 8      |
| 1997-1998               | Bayer Leverkusen        | BL                      | 25         | 1          | CG              | 3               | 0               | UCL           | 9             | 4             | CLG         | 1           | 0           | 38     | 5      |
| 1998-1999               | Bayer Leverkusen        | BL                      | 28         | 5          | CG              | 1               | 0               | CU            | 3             | 0             | CLG         | 1           | 0           | 33     | 5      |
| 1999-2000               | Bayer Leverkusen        | BL                      | 29         | 5          | CG              | 0               | 0               | UCL+CU        | 6+2           | 0             | -           | -           | -           | 37     | 5      |
| Totale Bayer Leverkusen | Totale Bayer Leverkusen | Totale Bayer Leverkusen | 82         | 11         |                 | 4               | 0               |               | 20            | 4             |             | 2           | 0           | 108    | 15     |
| 2000-2001               | Roma                    | A                       | 13         | 3          | CI              | 0               | 0               | CU            | 1             | 0             | -           | -           | -           | 14     | 3      |
| 2001-2002               | Roma                    | A                       | 28         | 5          | CI              | 2               | 0               | UCL           | 11            | 2             | -           | -           | -           | 41     | 7      |
| 2002-2003               | Roma                    | A                       | 31         | 2          | CI              | 6               | 3               | UCL           | 11            | 1             | -           | -           | -           | 48     | 6      |
| 2003-2004               | Roma                    | A                       | 33         | 3          | CI              | 1               | 0               | CU            | 8             | 2             | -           | -           | -           | 42     | 5      |
| Totale Roma             | Totale Roma             | Totale Roma             | 105        | 13         |                 | 9               | 3               |               | 31            | 5             |             | -           | -           | 145    | 21     |
| 2004-2005               | Juventus                | A                       | 33         | 2          | CI              | 0               | 0               | UCL           | 11            | 1             | -           | -           | -           | 44     | 3      |
| 2005-2006               | Juventus                | A                       | 34         | 2          | CI              | 3               | 0               | UCL           | 9             | 1             | SI          | 1           | 0           | 47     | 3      |
| Totale Juventus         | Totale Juventus         | Totale Juventus         | 67         | 4          |                 | 3               | 0               |               | 20            | 2             |             | 1           | 0           | 91     | 6      |
| 2006-2007               | Real Madrid             | PD                      | 27         | 1          | CR              | 0               | 0               | UCL           | 6             | 0             | -           | -           | -           | 33     | 1      |
| 2007-2008               | Milan                   | A                       | 15         | 0          | CI              | 2               | 0               | UCL           | 3             | 0             | SU+Cmc      | 1+1         | 0           | 22     | 0      |
| 2008-2009               | Milan                   | A                       | 12         | 0          | CI              | 1               | 0               | CU            | 5             | 0             | -           | -           | -           | 18     | 0      |
| Totale Milan            | Totale Milan            | Totale Milan            | 27         | 0          |                 | 3               | 0               |               | 8             | 0             |             | 2           | 0           | 40     | 0      |
| lug.-ott. 2009          | Santos                  | A                       | 6          | 0          | -               | -               | -               | -             | -             | -             | -           | -           | -           | 6      | 0      |
| Totale                  | Totale                  | Totale                  | 368        | 37         |                 | 38              | 3               |               | 85            | 11            |             | 6           | 0           | 497    | 51     |

### Cronologia presenze e reti in nazionale
| Cronologia completa delle presenze e delle reti in nazionale ― Brasile | Cronologia completa delle presenze e delle reti in nazionale ― Brasile | Cronologia completa delle presenze e delle reti in nazionale ― Brasile | Cronologia completa delle presenze e delle reti in nazionale ― Brasile | Cronologia completa delle presenze e delle reti in nazionale ― Brasile | Cronologia completa delle presenze e delle reti in nazionale ― Brasile | Cronologia completa delle presenze e delle reti in nazionale ― Brasile | Cronologia completa delle presenze e delle reti in nazionale ― Brasile |
| Data                                                                   | Città                                                                  | In casa                                                                | Risultato                                                              | Ospiti                                                                 | Competizione                                                           | Reti                                                                   | Note                                                                   |
| ---------------------------------------------------------------------- | ---------------------------------------------------------------------- | ---------------------------------------------------------------------- | ---------------------------------------------------------------------- | ---------------------------------------------------------------------- | ---------------------------------------------------------------------- | ---------------------------------------------------------------------- | ---------------------------------------------------------------------- |
| 10-9-1997                                                              | Salvador                                                               | Brasile                                                                | 4 – 2                                                                  | Ecuador                                                                | Amichevole                                                             | 1                                                                      |                                                                        |
| 9-10-1997                                                              | Belém                                                                  | Brasile                                                                | 2 – 0                                                                  | Marocco                                                                | Amichevole                                                             | -                                                                      |                                                                        |
| 11-11-1997                                                             | Brasilia                                                               | Brasile                                                                | 3 – 0                                                                  | Galles                                                                 | Amichevole                                                             | -                                                                      |                                                                        |
| 3-7-1998                                                               | Nantes                                                                 | Brasile                                                                | 3 – 2                                                                  | Danimarca                                                              | Mondiali 1998 - Quarti di finale                                       | -                                                                      |                                                                        |
| 7-7-1998                                                               | Marsiglia                                                              | Brasile                                                                | 1 – 1 dts (4 – 2 dtr)                                                  | Paesi Bassi                                                            | Mondiali 1998 - Semifinale                                             | -                                                                      |                                                                        |
| 31-3-1999                                                              | Tokyo                                                                  | Giappone                                                               | 0 – 2                                                                  | Brasile                                                                | Amichevole                                                             | 1                                                                      |                                                                        |
| 5-6-1999                                                               | Salvador                                                               | Brasile                                                                | 2 – 2                                                                  | Paesi Bassi                                                            | Amichevole                                                             | -                                                                      |                                                                        |
| 8-6-1999                                                               | Goiânia                                                                | Brasile                                                                | 3 – 1                                                                  | Paesi Bassi                                                            | Amichevole                                                             | -                                                                      |                                                                        |
| 26-6-1999                                                              | Curitiba                                                               | Brasile                                                                | 3 – 0                                                                  | Lettonia                                                               | Amichevole                                                             | -                                                                      |                                                                        |
| 30-6-1999                                                              | Ciudad del Este                                                        | Brasile                                                                | 7 – 0                                                                  | Venezuela                                                              | Coppa America 1999 - 1º turno                                          | 1                                                                      |                                                                        |
| 3-7-1999                                                               | Ciudad del Este                                                        | Brasile                                                                | 2 – 1                                                                  | Messico                                                                | Coppa America 1999 - 1º turno                                          | -                                                                      |                                                                        |
| 11-7-1999                                                              | Ciudad del Este                                                        | Brasile                                                                | 2 – 1                                                                  | Argentina                                                              | Coppa America 1999 - Quarti di finale                                  | -                                                                      |                                                                        |
| 14-7-1999                                                              | Ciudad del Este                                                        | Brasile                                                                | 2 – 0                                                                  | Messico                                                                | Coppa America 1999 - Semifinale                                        | -                                                                      |                                                                        |
| 18-7-1999                                                              | Asunción                                                               | Brasile                                                                | 3 – 0                                                                  | Uruguay                                                                | Coppa America 1999 - Finale                                            | -                                                                      | [ 32 ]                                                                 |
| 24-7-1999                                                              | Guadalajara                                                            | Brasile                                                                | 4 – 0                                                                  | Germania                                                               | Conf. Cup 1999 - 1º turno                                              | -                                                                      | cap.                                                                   |
| 28-7-1999                                                              | Guadalajara                                                            | Brasile                                                                | 1 – 0                                                                  | Stati Uniti                                                            | Conf. Cup 1999 - 1º turno                                              | -                                                                      | cap.                                                                   |
| 1-8-1999                                                               | Guadalajara                                                            | Brasile                                                                | 8 – 2                                                                  | Arabia Saudita                                                         | Conf. Cup 1999 - Semifinale                                            | -                                                                      | cap.                                                                   |
| 4-8-1999                                                               | Città del Messico                                                      | Messico                                                                | 4 – 3                                                                  | Brasile                                                                | Conf. Cup 1999 - Finale                                                | -                                                                      | cap.                                                                   |
| 4-9-1999                                                               | Buenos Aires                                                           | Argentina                                                              | 2 – 0                                                                  | Brasile                                                                | Amichevole                                                             | -                                                                      |                                                                        |
| 7-9-1999                                                               | Porto Alegre                                                           | Brasile                                                                | 4 – 2                                                                  | Argentina                                                              | Amichevole                                                             | -                                                                      |                                                                        |
| 9-10-1999                                                              | Amsterdam                                                              | Paesi Bassi                                                            | 2 – 2                                                                  | Brasile                                                                | Amichevole                                                             | -                                                                      |                                                                        |
| 13-11-1999                                                             | Vigo                                                                   | Spagna                                                                 | 0 – 0                                                                  | Brasile                                                                | Amichevole                                                             | -                                                                      |                                                                        |
| 23-2-2000                                                              | Bangkok                                                                | Thailandia                                                             | 0 – 7                                                                  | Brasile                                                                | Amichevole                                                             | 2                                                                      |                                                                        |
| 28-3-2000                                                              | Bogotà                                                                 | Colombia                                                               | 0 – 0                                                                  | Brasile                                                                | Amichevole                                                             | -                                                                      |                                                                        |
| 23-5-2000                                                              | Cardiff                                                                | Galles                                                                 | 0 – 3                                                                  | Brasile                                                                | Amichevole                                                             | -                                                                      | cap.                                                                   |
| 27-5-2000                                                              | Londra                                                                 | Inghilterra                                                            | 1 – 1                                                                  | Brasile                                                                | Amichevole                                                             | -                                                                      |                                                                        |
| 4-6-2000                                                               | Lima                                                                   | Perù                                                                   | 0 – 1                                                                  | Brasile                                                                | Qual. Mondiali 2002                                                    | -                                                                      |                                                                        |
| 28-6-2000                                                              | Rio de Janeiro                                                         | Brasile                                                                | 1 – 1                                                                  | Uruguay                                                                | Qual. Mondiali 2002                                                    | -                                                                      |                                                                        |
| 26-7-2000                                                              | San Paolo                                                              | Brasile                                                                | 3 – 1                                                                  | Argentina                                                              | Qual. Mondiali 2002                                                    | -                                                                      |                                                                        |
| 15-8-2000                                                              | Santiago del Cile                                                      | Cile                                                                   | 3 – 0                                                                  | Brasile                                                                | Qual. Mondiali 2002                                                    | -                                                                      |                                                                        |
| 3-3-2001                                                               | Pasadena                                                               | Stati Uniti                                                            | 1 – 2                                                                  | Brasile                                                                | Amichevole                                                             | -                                                                      |                                                                        |
| 7-3-2001                                                               | Guadalajara                                                            | Messico                                                                | 3 – 3                                                                  | Brasile                                                                | Amichevole                                                             | -                                                                      |                                                                        |
| 28-3-2001                                                              | Quito                                                                  | Ecuador                                                                | 1 – 0                                                                  | Brasile                                                                | Qual. Mondiali 2002                                                    | -                                                                      |                                                                        |
| 1-7-2001                                                               | Montevideo                                                             | Uruguay                                                                | 1 – 0                                                                  | Brasile                                                                | Qual. Mondiali 2002                                                    | -                                                                      |                                                                        |
| 12-7-2001                                                              | Cali                                                                   | Messico                                                                | 1 – 0                                                                  | Brasile                                                                | Coppa America 2001 - 1º turno                                          | -                                                                      |                                                                        |
| 15-7-2001                                                              | Cali                                                                   | Brasile                                                                | 2 – 0                                                                  | Perù                                                                   | Coppa America 2001 - 1º turno                                          | -                                                                      | cap.                                                                   |
| 18-7-2001                                                              | Cali                                                                   | Brasile                                                                | 3 – 1                                                                  | Paraguay                                                               | Coppa America 2001 - 1º turno                                          | -                                                                      | cap.                                                                   |
| 23-7-2001                                                              | Manizales                                                              | Honduras                                                               | 2 – 0                                                                  | Brasile                                                                | Coppa America 2001 - Quarti di finale                                  | -                                                                      | cap.                                                                   |
| 7-10-2001                                                              | Curitiba                                                               | Brasile                                                                | 2 – 0                                                                  | Cile                                                                   | Qual. Mondiali 2002                                                    | -                                                                      | cap.                                                                   |
| 7-11-2001                                                              | La Paz                                                                 | Bolivia                                                                | 3 – 1                                                                  | Brasile                                                                | Qual. Mondiali 2002                                                    | -                                                                      | cap.                                                                   |
| 14-11-2001                                                             | São Luís                                                               | Brasile                                                                | 3 – 0                                                                  | Venezuela                                                              | Qual. Mondiali 2002                                                    | -                                                                      | cap.                                                                   |
| 27-3-2002                                                              | Fortaleza                                                              | Brasile                                                                | 1 – 0                                                                  | Jugoslavia                                                             | Amichevole                                                             | -                                                                      | cap.                                                                   |
| 17-4-2002                                                              | Lisbona                                                                | Portogallo                                                             | 1 – 1                                                                  | Brasile                                                                | Amichevole                                                             | -                                                                      | cap.                                                                   |
| 25-5-2002                                                              | Kuala Lumpur                                                           | Malaysia                                                               | 0 – 4                                                                  | Brasile                                                                | Amichevole                                                             | -                                                                      | cap.                                                                   |
| 21-8-2002                                                              | Fortaleza                                                              | Brasile                                                                | 0 – 1                                                                  | Paraguay                                                               | Amichevole                                                             | -                                                                      |                                                                        |
| 12-2-2003                                                              | Canton                                                                 | Cina                                                                   | 0 – 0                                                                  | Brasile                                                                | Amichevole                                                             | -                                                                      |                                                                        |
| 30-4-2003                                                              | Guadalajara                                                            | Messico                                                                | 0 – 0                                                                  | Brasile                                                                | Amichevole                                                             | -                                                                      |                                                                        |
| 11-6-2003                                                              | Abuja                                                                  | Nigeria                                                                | 0 – 3                                                                  | Brasile                                                                | Amichevole                                                             | -                                                                      | cap.                                                                   |
| 19-6-2003                                                              | Saint-Denis                                                            | Brasile                                                                | 0 – 1                                                                  | Camerun                                                                | Conf. Cup 2003 - 1º turno                                              | -                                                                      |                                                                        |
| 21-6-2003                                                              | Lione                                                                  | Brasile                                                                | 1 – 0                                                                  | Stati Uniti                                                            | Conf. Cup 2003 - 1º turno                                              | -                                                                      |                                                                        |
| 23-6-2003                                                              | Saint-Étienne                                                          | Brasile                                                                | 2 – 2                                                                  | Turchia                                                                | Conf. Cup 2003 - 1º turno                                              | -                                                                      | cap.                                                                   |
| 7-9-2003                                                               | Barranquilla                                                           | Colombia                                                               | 1 – 2                                                                  | Brasile                                                                | Qual. Mondiali 2006                                                    | -                                                                      |                                                                        |
| 10-9-2003                                                              | Manaus                                                                 | Brasile                                                                | 1 – 0                                                                  | Ecuador                                                                | Qual. Mondiali 2006                                                    | -                                                                      |                                                                        |
| 12-10-2003                                                             | Leicester                                                              | Giamaica                                                               | 0 – 1                                                                  | Brasile                                                                | Amichevole                                                             | -                                                                      |                                                                        |
| 16-11-2003                                                             | Lima                                                                   | Perù                                                                   | 1 – 1                                                                  | Brasile                                                                | Qual. Mondiali 2006                                                    | -                                                                      |                                                                        |
| 9-2-2005                                                               | Hong Kong                                                              | Hong Kong                                                              | 1 – 7                                                                  | Brasile                                                                | Lunar New Year Cup 2005                                                | -                                                                      |                                                                        |
| 27-3-2005                                                              | Goiânia                                                                | Brasile                                                                | 1 – 0                                                                  | Perù                                                                   | Qual. Mondiali 2006                                                    | -                                                                      |                                                                        |
| 30-3-2005                                                              | Montevideo                                                             | Uruguay                                                                | 1 – 1                                                                  | Brasile                                                                | Qual. Mondiali 2006                                                    | 1                                                                      |                                                                        |
| 5-6-2005                                                               | Porto Alegre                                                           | Brasile                                                                | 4 – 1                                                                  | Paraguay                                                               | Qual. Mondiali 2006                                                    | -                                                                      |                                                                        |
| 8-6-2005                                                               | Buenos Aires                                                           | Argentina                                                              | 3 – 1                                                                  | Brasile                                                                | Qual. Mondiali 2006                                                    | -                                                                      |                                                                        |
| 16-6-2005                                                              | Lipsia                                                                 | Brasile                                                                | 3 – 0                                                                  | Grecia                                                                 | Conf. Cup 2005 - 1º turno                                              | -                                                                      |                                                                        |
| 19-6-2005                                                              | Hannover                                                               | Messico                                                                | 1 – 0                                                                  | Brasile                                                                | Conf. Cup 2005 - 1º turno                                              | -                                                                      |                                                                        |
| 25-6-2005                                                              | Norimberga                                                             | Germania                                                               | 2 – 3                                                                  | Brasile                                                                | Conf. Cup 2005 - Semifinale                                            | -                                                                      |                                                                        |
| 29-6-2005                                                              | Francoforte                                                            | Brasile                                                                | 4 – 1                                                                  | Argentina                                                              | Conf. Cup 2005 - Finale                                                | -                                                                      | [ 34 ]                                                                 |
| 17-8-2005                                                              | Spalato                                                                | Croazia                                                                | 1 – 1                                                                  | Brasile                                                                | Amichevole                                                             | -                                                                      |                                                                        |
| 4-9-2005                                                               | Brasilia                                                               | Brasile                                                                | 5 – 0                                                                  | Cile                                                                   | Qual. Mondiali 2006                                                    | -                                                                      |                                                                        |
| 12-10-2005                                                             | Belém                                                                  | Brasile                                                                | 3 – 0                                                                  | Venezuela                                                              | Qual. Mondiali 2006                                                    | -                                                                      |                                                                        |
| 12-11-2005                                                             | Abu Dhabi                                                              | Emirati Arabi Uniti                                                    | 0 – 8                                                                  | Brasile                                                                | Amichevole                                                             | -                                                                      |                                                                        |
| 1-3-2006                                                               | Mosca                                                                  | Russia                                                                 | 0 – 1                                                                  | Brasile                                                                | Amichevole                                                             | -                                                                      |                                                                        |
| 4-6-2006                                                               | Ginevra                                                                | Brasile                                                                | 4 – 0                                                                  | Nuova Zelanda                                                          | Amichevole                                                             | -                                                                      |                                                                        |
| 13-6-2006                                                              | Berlino                                                                | Brasile                                                                | 1 – 0                                                                  | Croazia                                                                | Mondiali 2006 - 1º turno                                               | -                                                                      |                                                                        |
| 18-6-2006                                                              | Monaco di Baviera                                                      | Brasile                                                                | 2 – 0                                                                  | Australia                                                              | Mondiali 2006 - 1º turno                                               | -                                                                      |                                                                        |
| 27-6-2006                                                              | Dortmund                                                               | Brasile                                                                | 3 – 0                                                                  | Ghana                                                                  | Mondiali 2006 - Ottavi di finale                                       | -                                                                      |                                                                        |
| Totale                                                                 |                                                                        | Presenze (24º posto)                                                   | 73                                                                     |                                                                        | Reti (63º posto)                                                       | 6                                                                      |                                                                        |

| Cronologia completa delle presenze e delle reti in nazionale (partite non ufficiali) ― Brasile | Cronologia completa delle presenze e delle reti in nazionale (partite non ufficiali) ― Brasile | Cronologia completa delle presenze e delle reti in nazionale (partite non ufficiali) ― Brasile | Cronologia completa delle presenze e delle reti in nazionale (partite non ufficiali) ― Brasile | Cronologia completa delle presenze e delle reti in nazionale (partite non ufficiali) ― Brasile | Cronologia completa delle presenze e delle reti in nazionale (partite non ufficiali) ― Brasile | Cronologia completa delle presenze e delle reti in nazionale (partite non ufficiali) ― Brasile | Cronologia completa delle presenze e delle reti in nazionale (partite non ufficiali) ― Brasile |
| Data                                                                                           | Città                                                                                          | In casa                                                                                        | Risultato                                                                                      | Ospiti                                                                                         | Competizione                                                                                   | Reti                                                                                           | Note                                                                                           |
| ---------------------------------------------------------------------------------------------- | ---------------------------------------------------------------------------------------------- | ---------------------------------------------------------------------------------------------- | ---------------------------------------------------------------------------------------------- | ---------------------------------------------------------------------------------------------- | ---------------------------------------------------------------------------------------------- | ---------------------------------------------------------------------------------------------- | ---------------------------------------------------------------------------------------------- |
| 28-4-1999                                                                                      | Barcellona                                                                                     | Barcellona                                                                                     | 2 – 2                                                                                          | Brasile                                                                                        |                                                                                                | -                                                                                              |                                                                                                |
| 18-5-2002                                                                                      | Barcellona                                                                                     | Catalogna                                                                                      | 1 – 3                                                                                          | Brasile                                                                                        |                                                                                                | -                                                                                              |                                                                                                |
| 6-9-2005                                                                                       | Siviglia                                                                                       | Siviglia                                                                                       | 1 – 1                                                                                          | Brasile                                                                                        |                                                                                                | -                                                                                              |                                                                                                |
| 30-5-2006                                                                                      | Basilea                                                                                        | Brasile                                                                                        | 8 – 0                                                                                          | Lucerna XI                                                                                     |                                                                                                | -                                                                                              |                                                                                                |
| Totale                                                                                         |                                                                                                | Presenze                                                                                       | 4                                                                                              |                                                                                                | Reti                                                                                           | 0                                                                                              |                                                                                                |

## Palmarès

### Club

#### Competizioni statali
- Campionato Gaúcho: 2

Grêmio: 1995, 1996

#### Competizioni nazionali
- Coppa del Brasile: 2

Grêmio: 1994, 1997
- Campionato brasiliano: 1

Grêmio: 1996
- Campionato italiano: 1

Roma: 2000-2001
- Supercoppa italiana: 1

Roma: 2001
- Campionato italiano: 1 (revocato)

Juventus: 2004-2005
- Campionato spagnolo: 1

Real Madrid: 2006-2007

#### Competizioni internazionali
- Coppa Libertadores: 1

Grêmio: 1995
- Recopa Sudamericana: 1

Grêmio: 1996
- Supercoppa UEFA: 1

Milan: 2007
- Coppa del mondo per club: 1

Milan: 2007

### Nazionale
- Campionato sudamericano Under-20: 1

1995
- Coppa America: 1

1999
- Confederations Cup: 1

2005